# Phare de Punta Polveraia
Le phare de Punta Polveraia (en italien : Faro di Punta Polveraia) est un phare actif situé sur un promontoire près de Patresi une frazione de la commune de Marciana sur l'île d'Elbe (province de Livourne), dans la région de Toscane en Italie. Il est géré par la Marina Militare et le Parc national de l'archipel toscan.

## Histoire
Le phare est érigé à l'extrémité ouest de l'île d'Elbe sur le canal de Corse.
Le phare, inauguré par la Regia Marina en 1909 marque le tronçon occidental de l'île. Il est situé à 2 km à l'ouest de Patresi.
Il est entièrement automatisé et alimenté par le réseau électrique Il possède un Système d'identification automatique pour la navigation maritime.

## Description
Le phare  est une tour octogonale en maçonnerie de 10 m de haut, avec galerie et lanterne, surmontant une maison de gardien en maçonnerie d'un étage. La tour est peinte en blanc, ainsi que le bâtiment, et le dôme de la lanterne octogonale est gris métallique. Il émet, à une hauteur focale de 52 m, trois longs éclats blancs de 2 secondes par période de 15 secondes. Sa portée focale est de 16 milles nautiques (environ 30 km) pour le feu principal et 11 milles nautiques (environ 20 km) pour le feu de veille.
Identifiant : ARLHS : ITA-140 ; EF-2060 - Amirauté : E1444 - NGA : 8884 .

## Caractéristiques dufeu maritime
Fréquence : 15s (W-W-W)
- Lumière : 2 secondes
- Obscurité : 2 secondes
- Lumière : 2 secondes
- Obscurité : 2 secondes
- Lumière : 2 secondes
- Obscurité : 15 secondes

|                 |
| Archipel Toscan |

### Lien connexe
- Liste des phares de l'Italie